# البركة (المفلحي)

تعديل مصدري - تعديل

البركة هي إحدى قرى عزلة المفلحي بمديرية المفلحي التابعة لمحافظة لحج، بلغ تعداد سكانها 508 نسمة حسب تعداد اليمن لعام 2004.